# Brenner (Regionalverband)
Brenner (hebräisch מוֹעָצָה אֲזוֹרִית בְּרֶנֶּר Mōʿatzah Asōrīt Brenner, deutsch ‚Regionaler Rat Brenner‘) ist ein israelischer Regionalverband. Er ist benannt nach dem Schriftsteller Josef Chaim Brenner, der am 2. Mai 1921 während der Unruhen von Jaffa südlich von Jaffa getötet wurde. Gegründet wurde der Regionalverband 1950. Die Verwaltung der Verbands hat ihren Sitz in Givʿat Brenner.

Region des Verbands in Dunkelgrün neben anderen Gebietskörperschaften

## Einwohner
Die Einwohnerzahl beträgt 8.028 (Stand: Januar 2022).
Das israelische Zentralbüro für Statistik gibt bei den Volkszählungen vom 22. Mai 1961, 19. Mai 1972, 4. Juni 1983, 4. November 1995 und vom 28. Dezember 2008 für  die Regionalverwaltung folgende Einwohnerzahlen an:
| Jahr der Volkszählung | 1961  | 1972  | 1983  | 1995  | 2008  |
| Anzahl der Einwohner  | 7.400 | 3.300 | 3.700 | 4.400 | 5.800 |

## Gliederung
Die Regionalverwaltung besteht aus zwei Kibbuzim (Liste der Kibbuzim) und vier Moschavim (Tabelle der Moschavim). Sie liegen sämtlich in der Schphelah, dem westlich dem Judäischen Bergland vorgelagerten Hügelland.
| Name (in lateinischen Lettern / Plene hebräisch)                     | Name (hebräisch vokalisiert / transliteriert / ‚übersetzt‘)                | Rechtsform | Gründung |
| -------------------------------------------------------------------- | -------------------------------------------------------------------------- | ---------- | -------- |
| Beit Elʿasari / בית אלעזרי                                           | בֵּית אֶלְעָזָרִי Bejt Elʿasarī, deutsch ‚Haus Jizchaq Avigdor Elʿasari Volcanis‘ | Moschav    | 1948     |
| Bnaja / בניה                                                         | בְּנַיָה Bnajah, deutsch ‚Bnajah der Simeoniter‘                               | Moschav    | 1949     |
| Gan Schlomo / גן שלמה / genannt: Qvutzat Schiller                    | גַּן שְׁלֹמֹה Gan Schlomoh, deutsch ‚Garten Schlomoh Schillers‘                  | Kibbutz    | 1927     |
| Gibton / גבתון                                                       | גִּבְּתוֹן Gibtōn, deutsch ‚Fink‘                                               | Moschav    | 1933     |
| Givʿat Brenner / גבעת ברנר                                           | גִּבְעַת בְּרֶנֶּר Givʿat Brenner, deutsch ‚Hügel Brenners‘                         | Kibbutz    | 1928     |
| Qidron / קדרון                                                       | קִדְרוֹן Qidrōn                                                               | Moschav    | 1949     |
| Qvutzat Schiller (gebräuchlicher Name) sieh: Gan Schlomo (offiziell) | קְבוּצַת שִׁילֶּר Qvūzat Schiller, deutsch ‚Gruppe Schillers‘                     |            |          |